# فردیس

فردیس مرکز شهرستان فردیس در استان البرز می‌باشد. فردیس از شمال با کرج از جنوب با ملارد از شرق با شهریار و از غرب با مشکین دشت همسایه است. این شهر بعد از کرج، پر جمعیت ترین و بزرگترین شهر استان البرز است. این شهر از شمال  به کرج، از شرق به اندیشه ، از جنوب به ملارد و از غرب با مشکین دشت همسایه است.وجود نیروگاه منتظرقائم و همچنین موقعیت ممتاز بین دو کلانشهر بزرگ کشور (تهران و کرج) ،فردیس را به یک منطقه مهم و حادثه خیز تبدیل کرده است. همچنین مهم ترین معضل شهری فردیس، ترافیک (آمد و شد) و حجم بالای خودرو های شخصی است.فردیس شهری بین تهران و کرج  است و به همین خاطر شهری مهاجر پذیر است . در واقع مرکز و مهم ترین نقطه شهر بلوار شهدا است به طول تقریبی ۵ کیلومتر که دارای مراکز خرید بزرگ ، بانک های متعدد و تعداد بسیار زیادی فروشگاه است به طوری که یک مرکز خرید مهم در منطقه استان البرز و شهر های اطراف آن محسوب می شود. 

از مهم ترین خیابان های این شهر می توان به ، بلوار شهدا ،بلوار اسمی (کانال غربی و شرقی) ، بلوار تندرستی ، بلوار بیات و بزرگراه سلیمانی (جاده ملارد) اشاره کرد.

## زیر ساخت ها

### سینما
این شهر دارای دو سینمای و ۷ سالن اکران است:
- سینما فردیس
- سینما اکومال

### بیمارستان و مراکز درمانی
- بیمارستان قاسم سلیمانی
- بیمارستان به آفرین
- کلینیک پارسیان
- کلینک فهمیده
- آزمایشگاه مرکزی فردیس

### فضای سبز
- بوستان تندرستی
- بوستان شهرداری
- بوستان نسترن

### کتابخانه
- کتابخانه علامه امینی فردیس

### مراکز خرید
- پاساژ کویتی فردیس
- برج تجاری پدر فردیس
- برج تجاری الف
- برج تجاری-اداری الماس

## آزمایشگاه در فردیس
فردیس یکی از شهرستان‌های استان البرز در ایران است که به دلیل جمعیت بالا، نزدیکی به کرج و تهران، و توسعه سریع شهری، به یکی از مناطق مهم و پرتقاضا در حوزه خدمات بهداشتی و درمانی تبدیل شده است. یکی از بخش‌های حیاتی این خدمات، وجود مراکز معتبر آزمایشگاهی در منطقه است.
امروزه دسترسی به آزمایشگاه در فردیس برای ساکنین این منطقه بسیار آسان‌تر از گذشته شده و انواع آزمایش‌های عمومی و تخصصی از جمله آزمایش خون، بارداری، تیروئید، دیابت، هورمونی، آلرژی، غربالگری، و تست‌های قبل از عمل در این مراکز انجام می‌شود.
تعداد زیادی آزمایشگاه در فردیس فعالیت دارند که از جمله آن‌ها می‌توان به آزمایشگاه دانش فردیس ، آزمایشگاه مرکزی فردیس، آزمایشگاه نیکو، آزمایشگاه آتیه، و آزمایشگاه دکتر توده فلاح اشاره کرد. این مراکز با بهره‌گیری از تجهیزات مدرن و نیروی انسانی متخصص، خدمات تشخیصی دقیق، سریع و قابل اعتماد ارائه می‌دهند.
بسیاری از آزمایشگاه‌ها در فردیس دارای امکاناتی مانند:
- نمونه‌گیری در منزل
- جواب‌دهی اینترنتی
- نوبت‌دهی آنلاین
- پذیرش بیمه‌های پایه و تکمیلی  هستند که باعث سهولت بیشتر برای مراجعه‌کنندگان می‌شود.

با توجه به اهمیت تشخیص به‌موقع بیماری‌ها، وجود آزمایشگاه در فردیس نقش مهمی در ارتقاء سلامت عمومی و بهداشت جامعه ایفا می‌کند.
آزمایشگاه دانش فردیس
کرج، فردیس، بین خیابان 22 و 24، جنب داروخانه دکتر امامی ساختمان آتامان
آزمایشگاه مرکزی فردیس
فلکه دوم، خیابان پانزدهم غربی، پلاک 11
آزمایشگاه نیکو فردیس
خیابان ۲۷ غربی جدید، جنب داروخانه شبانه‌روزی، ساختمان فارابی
آزمایشگاه تشخیص طبی اکسیر
خیابان ادریسی، فردیس
آزمایشگاه دکتر توده فلاح
فلکه اول فردیس، خیابان ششم شرقی، پلاک ۲۰
آزمایشگاه آتیه
فلکه سوم فردیس، روبروی آتش‌نشانی
آزمایشگاه تشخیص طبی رادمان
انتهای خیابان ۲۵ جدید، فردیس
آزمایشگاه درمانگاه پارسیان کرج
فلکه دوم، خیابان پانزدهم غربی، پلاک ۲۱

## مناطق فردیس
منطقه۱: بلوار شهدای فردیس، فلکه اول، دوم، سوم، چهارم، پنجم، خیابان قریشی،شهرک سپاه، سینمای شهر فردیس و به‌طور کلی مرکز شهر فردیس را شامل می‌شود.
منطقه۲: شهرک۱۱۰،شهرک منظریه، شهرک وحدت،شهرک ارم ،خیابان اهری، رزکان نو، واریانشهر و همچنین شورای اسلامی شهر فردیس و شهرداری شهر فردیس در این منطقه قرار دارند.

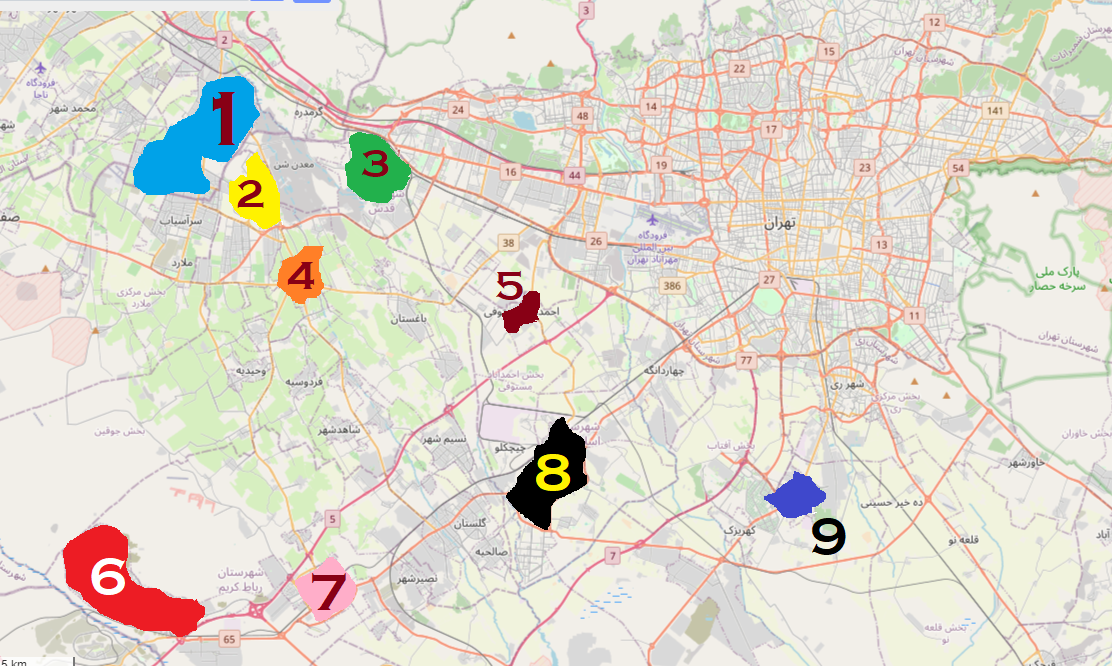
موقعیت برخی از شهرهای حاشیه‌ای جنوب، جنوب غرب و غرب نزدیک تهران ۱- فردیس ۲- اندیشه ۳- شهر قدس ۴- شهریار ۵- احمد آباد مستوفی ۶- پرند ۷- رباط کریم ۸- اسلامشهر ۹- باقر شهر

فردیس شهری بین تهران و کرج  است و به همین خاطر شهری مهاجر پذیر است البته بخاطر گرانی اجاره در تهران و کرج و قیمت ارزان رهن و اجاره درشهر و نزدیکی اش به این دو کلانشهر از علل مهاجر پذیر بودن این شهر است

### شهرک دهکده
دهکده فردیس (شهرک خانه) یکی از نخستین باغ‌شهرهای مدرن ایران و خاورمیانه که در سال‌های ۱۳۵۳ تا ۱۳۵۴ خورشیدی با طراحی معمار برجسته عبدالعزیز فرمانفرمانیان و با مشارکت شرکت‌های ساختمانی «تسا» و «فیلده» احداث شد. این مجموعه در زمان خود به‌دلیل معماری منحصربه‌فرد، خیابان‌بندی منظم، فضای سبز گسترده و ویلاهای لوکس، به‌عنوان مدرن‌ترین و لاکچری‌ترین شهرک مسکونی خاورمیانه شناخته می‌شد. دهکده فردیس از همان آغاز محل سکونت چهره‌های سرشناس فرهنگی و هنری مانند احمد شاملو، گوگوش، فردین و ابی بود. خانه احمد شاملو امروزه جنبه‌ای نمادین دارد و همچون یک موزه فرهنگی غیررسمی شناخته می‌شود. در سال‌های اخیر نیز این شهرک همچنان جایگاه خود را به‌عنوان یکی از محله‌های خاص، آرام و ممتاز استان البرز حفظ کرده و چهره‌هایی چون هومن برق‌نورد ، عرفان رادان و بهرام رادان از ساکنان آن هستند.

## جمعیت شناسی
اکثر مردم فردیس ، فارسی زبان هستند. جمعیت این شهر طی سرشماری سال ۱۳۹۵، برابر با ۱۸۱،۱۷۴ نفر بوده است.رشد جمعیت این شهر به علت سرریز جمعیتی از تهران و کرج به این منطقه، و مهاجرپذیری بالا ، بسیار بالاست.

## مشکلات شهری

### ترافیک
همچنین مهم ترین معضل شهری فردیس، ترافیک (آمد و شد) و حجم بالای خودرو های شخصی است. که این مشکل به واسطه وسعت کم شهر ، جمعیت بالا و عرض کم خیابان های آن تشدید می شود.

### زلزله

#### زمین لرزه سال ۱۳۹۶
زمین‌لرزه ۲۹ آذر فردیس، ساعت ۲۳:۲۷:۳۷ ۲۹ آذر ۱۳۹۶ زمین‌لرزه‌ای تهران و کرج را لرزاند.  مرکز این زمین‌لرزه مشکین دشت یا ملارد بوده و قدرت آن ۵٫۲ گزارش شده است. این شهر بر روی گسل فعال قرار گرفته است و خطر زمین‌لرزه شدید در این شهر بالااست.

## نگارخانه

نگارخانه شهر فردیس
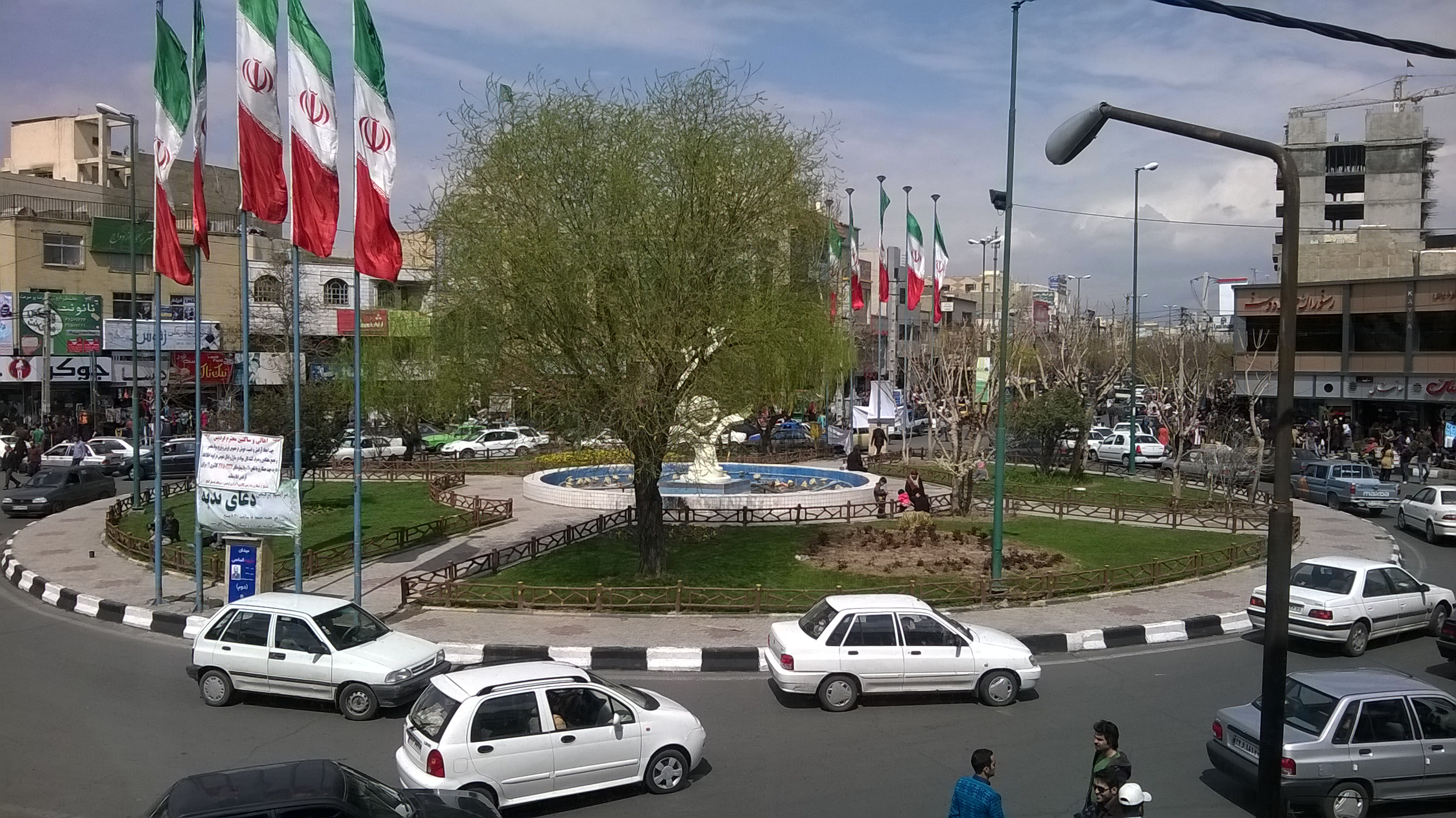
فلکه دوم فردیس
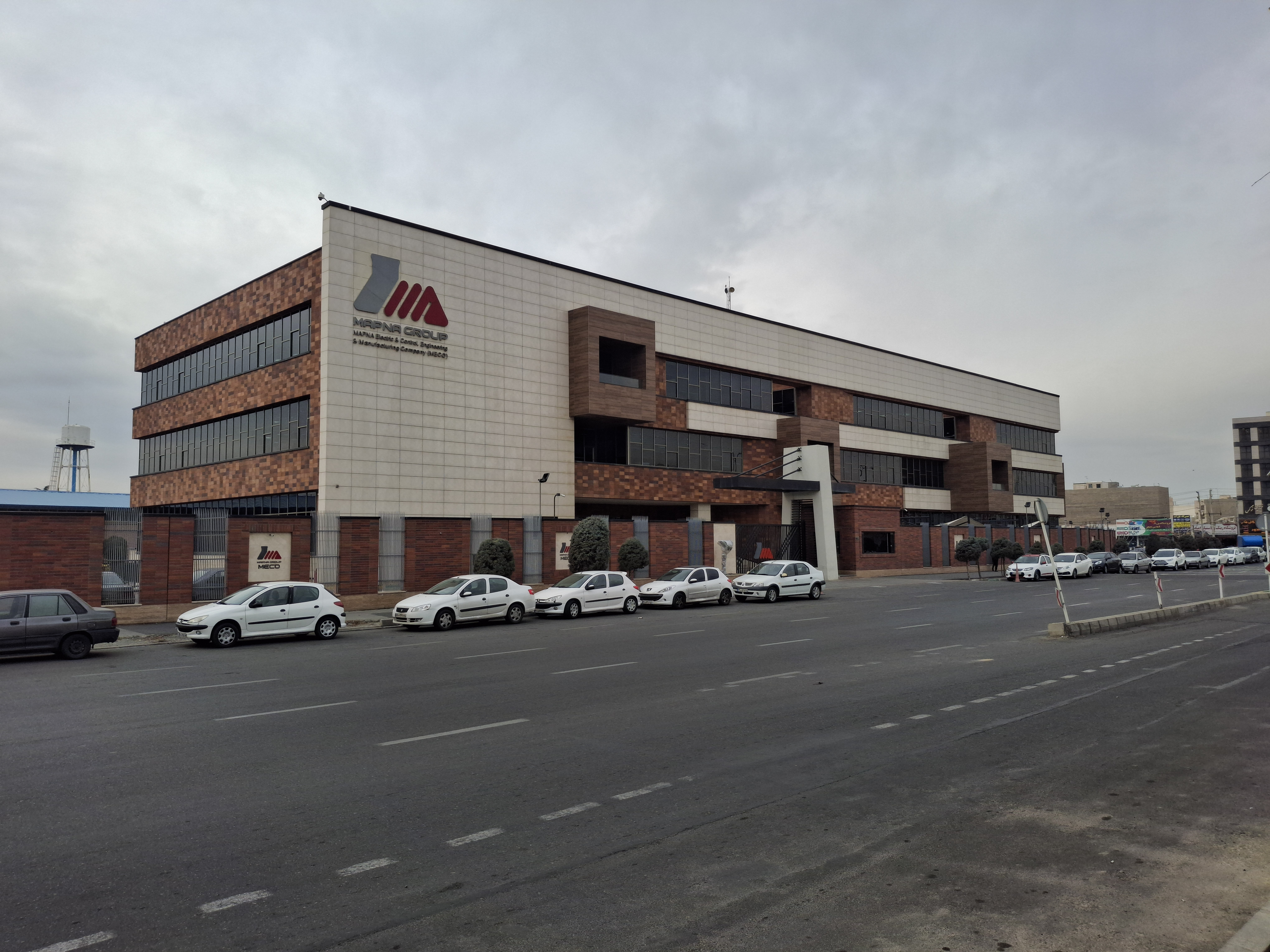
شرکت مپنا در شرق فردیس
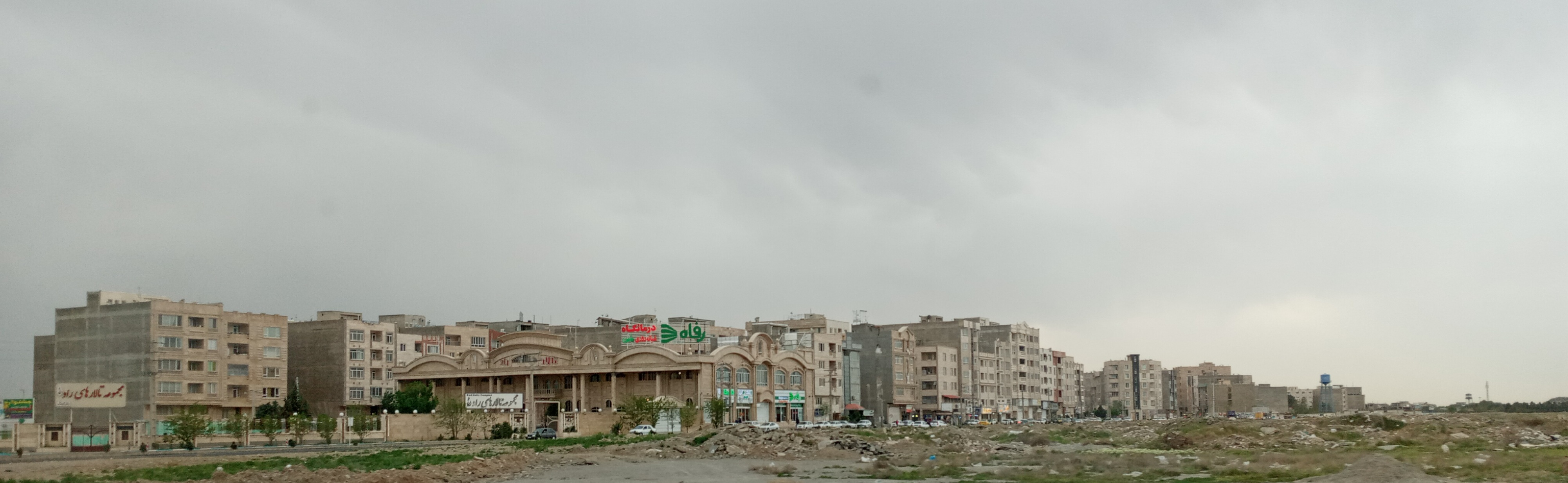
خیابان قریشی جنوبی فردیس
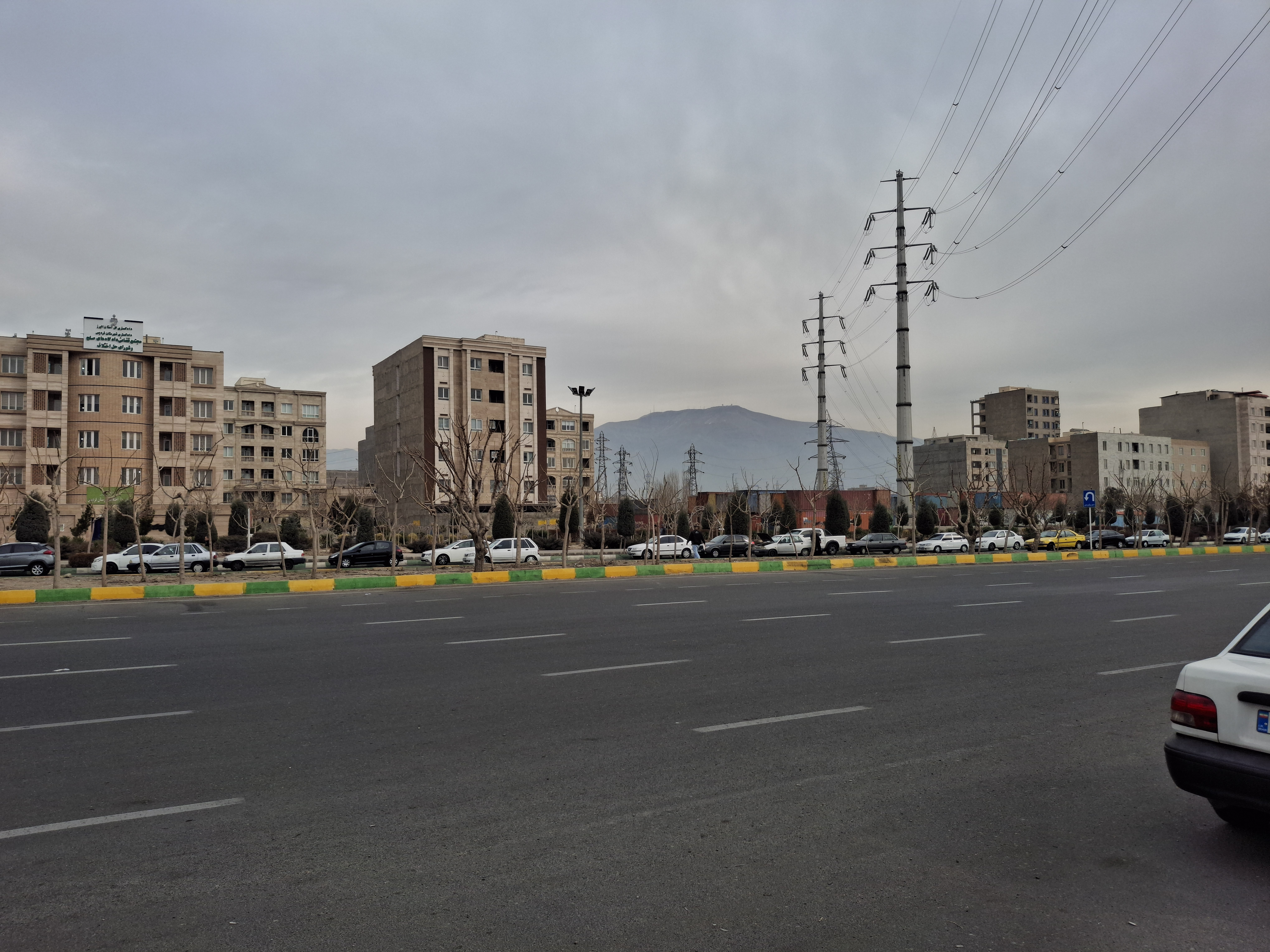
نمایی از بلوار بیات